# جودی کلی
جودی کلی (انگلیسی: Judy Kelly؛ ۱ نوامبر ۱۹۱۳ – ۲۲ اکتبر ۱۹۹۱) هنرپیشه اهل استرالیا بود.

## فیلم‌شناسی
- سیب آدم (۱۹۲۸)
- مانکن (۱۹۳۳)
- زندگی خصوصی هنری هشتم (۱۹۳۳)
- آرایش (۱۹۳۷)
- پریمیر (۱۹۳۸)
- کفش‌های مرد مرده (۱۹۴۰)